# Leucoptera andalusica
Leucoptera andalusica là một loài bướm đêm thuộc họ Lyonetiidae. Nó là loài đặc hữu của bán đảo Iberia.
Ấu trùng ăn Chamaespartium tridentatum. 